# Wereldkampioenschap voetbal 1982 (Groep B) West-Duitsland - Algerije
Het duel tussen West-Duitsland en Algerije was voor beide landen de eerste groepswedstrijd bij het WK voetbal 1982 in Spanje, en werd gespeeld op woensdag 16 juni 1982 (aanvangstijdstip 17:15 uur lokale tijd) in het Estadio El Molinón in Gijón.
Het was de tweede ontmoeting ooit tussen beide landen. Het eerste treffen was een oefeninterland, gespeeld op 1 januari 1964 in Algiers, die eindigde in een 2-0-overwinning voor Algerije. Tot veler verrassing wonnen de Noord-Afrikanen ditmaal opnieuw (2-1) dankzij doelpunten van Rabah Madjer en Lakhdar Belloumi. Het duel, bijgewoond door 42.000 toeschouwers, stond onder leiding van scheidsrechter Enrique Labó uit Peru, die werd bijgestaan door lijnrechters Gilberto Aristizábal (Colombia) en Paolo Casarin (Italië).

## Wedstrijdgegevens
| West-Duitsland | 1 – 2          | Algerije |
| Karl-Heinz Rummenigge 67' | goals          | 54' Rabah Madjer 67' Lakhdar Belloumi |
| Jupp Derwall | bondscoach(es) | Mahieddine Khalef en Rachid Mekhloufi |
| Toni Schumacher Manfred Kaltz Karlheinz Förster Uli Stielike Hans-Peter Briegel Wolfgang Dremmler Paul Breitner Felix Magath 82' Pierre Littbarski Horst Hrubesch Karl-Heinz Rummenigge | opstellingen   | Mehdi Cerbah Chaabane Merzekane Mahmoud Guendouz Nourredine Kourichi Mustapha Dahleb Faouzi Mansouri Ali Fergani Lakhdar Belloumi 88' Rabah Madjer 63' Djamel Zidane Salah Assad |
| Klaus Fischer 82' | wissels        | 63' Tedj Bensaoula 88' Salah Larbes |
| Horst Hrubesch 57' | gele kaarten   | 83' Rabah Madjer |
| | rode kaarten   | |

## Overzicht van wedstrijden
| Eerste ronde | | |
| Groep A | Groep B | Groep C |
| Italië – Polen Kameroen – Peru Italië – Peru Kameroen – Polen Polen – Peru Italië – Kameroen                                                       | West-Duitsland – Algerije Chili – Oostenrijk West-Duitsland – Chili Oostenrijk – Algerije Algerije – Chili West-Duitsland – Oostenrijk    | Argentinië – België Hongarije – El Salvador Argentinië – Hongarije België – El Salvador België – Hongarije Argentinië – El Salvador                |
| Groep D | Groep E | Groep F |
| Engeland – Frankrijk Tsjecho-Slowakije – Koeweit Engeland – Tsjecho-Slowakije Frankrijk – Koeweit Frankrijk – Tsjecho-Slowakije Engeland – Koeweit | Spanje – Honduras Joegoslavië – Noord-Ierland Spanje – Joegoslavië Honduras – Noord-Ierland Honduras – Joegoslavië Spanje – Noord-Ierland | Brazilië – Sovjet-Unie Schotland – Nieuw-Zeeland Brazilië – Schotland Sovjet-Unie – Nieuw-Zeeland Sovjet-Unie – Schotland Brazilië – Nieuw-Zeeland |

| Tweede ronde                                            |                                                                     |                                                             |                                                                             |
| Groep 1                                                 | Groep 2                                                             | Groep 3                                                     | Groep 4                                                                     |
| België – Polen België – Sovjet-Unie Polen – Sovjet-Unie | Engeland – West-Duitsland West-Duitsland – Spanje Engeland – Spanje | Italië – Argentinië Brazilië – Argentinië Italië – Brazilië | Frankrijk – Oostenrijk Oostenrijk – Noord-Ierland Noord-Ierland – Frankrijk |
| Halve finales                                           |                                                                     |                                                             |                                                                             |
| Polen – Italië                                          | Polen – Italië                                                      | West-Duitsland – Frankrijk                                  | West-Duitsland – Frankrijk                                                  |
| Troostfinale                                            |                                                                     |                                                             |                                                                             |
| Frankrijk – Polen                                       |                                                                     |                                                             |                                                                             |
| Finale                                                  |                                                                     |                                                             |                                                                             |
| Italië – West-Duitsland                                 |                                                                     |                                                             |                                                                             |